# Millersburg (Ohio)
Millersburg ist ein Village im Holmes County, Ohio, Vereinigte Staaten. Bei der Volkszählung 2000 lebten 3326 Menschen im Ort. Es ist der County Seat des Holmes Countys.

## Geographie
Millersburg liegt am Killbuck Creek im nordöstlichen Ohio, inmitten von Ohio's Amish Country, des weltweit größten Siedlungsgebietes der Amischen. Im Ort kreuzen sich die State Route 39 (US Route 62) und die State Route 83. Die Hauptstadt Columbus ist etwa 90 Meilen (144 Kilometer) in südwestlicher Richtung entfernt. Der County-Hauptort Millersburg und das benachbarte Berlin sind als touristische Zentren und Ausgangspunkte für Besuche der amischen Siedlungen bekannt.

## Geschichte
Die erste Siedlung am Killbuck Creek, später Old Town genannt, gründeten Adam Johnson and Charles Miller im November 1815. Schwierigkeiten beim Verkauf der Grundstücke behinderten die Entwicklung, und so legten am 8. April 1824 Andrew Johnston and Charles Miller etwas weiter südlich den Grundstein für eine zweite Siedlung, das New Town. 1830 wurde die erste Kirche errichtet, und die Bevölkerung war auf 320 Personen angewachsen. Trotz eines großen Brandes um 1844 gab es im Jahr 1846 in Millersburg bereits 673 Einwohner, vier Kirchen und eine Reihe von Geschäften und Gewerbebetrieben, darunter zwei Zeitungsverlage.

## Kultur und Sehenswürdigkeiten
Das Ortszentrum von Millersburg hat sich als weitgehend geschlossenes Ensemble von Wohn- und Gewerbebauten des 19. und frühen 20. Jahrhunderts erhalten, das als Historic Downtown Millersburg beworben und als National Historic District im National Register of Historic Places geführt wird. Öffentlich zugänglich sind das Gerichts- und Gefängnisgebäude von 1884 bis 1886, das Millersburg Glass Museum und das Victorian House Museum, das die Holmes County Historical Society betreibt. Als Institution von überregionaler Bedeutung ist die Ohio Amish Library in Millerstown ansässig, eine Bibliothek und Verlag für die Religion und Kultur der Amish.